# Pteroidichthys
El Pteroidichthys es un género de pez escorpión nativo del océano Índico y el oeste del océano Pacífico.

## Especies
Actualmente hay dos especies reconocidas de este género:
- Pteroidichthys amboinensis Bleeker, 1856
- Pteroidichthys godfreyi (Whitley, 1954) (pez escorpión de Godfrey)